# May Andersen
May Anderesen (ur. 16 czerwca 1982, Kopenhaga) – duńska modelka.
W modelingu debiutowała jako szesnastolatka w 1998 roku w Kopenhadze. Jeszcze w tym samym roku pojawiła się na rynku międzynarodowym – w Paryżu, prezentując na wybiegu kolekcję Haute Couture domu mody Valentino. W Paryżu szybko dostrzeżono potencjał May, dzięki czemu udało jej się bardzo szybko podpisać kolejne kontrakty z agencjami w: Londynie, Los Angeles, Nowym Jorku i Barcelonie. Była główną modelką na pokazach m.in.: Chanel, Christiana Diora, Christiana, D & G, Prady, Ralpha Laurena i Vivienne Westwood. Promowała swoim nazwiskiem produkty Victoria’s Secret. Jej twarz ozdabiała okładki międzynarodowych edycji: Vogue, Harper’s Bazaar, Cosmopolitan, Marie Claire, Elle i Glamour. W 2007 roku jej zdjęcia pojawiły się w kalendarzu firmy Lavazza.